# Bahá'u'lláhs Apostlar
Bahá'u'lláhs apostlar var nitton framstående och tidiga anhängare till Bahá'u'lláh, grundaren av Bahá'í-tron. Apostlarna utsågs i efterhand av Shoghi Effendi, Bahá'í-trons beskyddare och förteckningen publicerades i verket The Bahá'í World.
Dessa personer har spelat en avgörande roll för utvecklingen av Bahá'u'lláhs tro, genom att konsolidera trons anhängare och föra ut bahá'í-läran i världen. För bahá'íer har de fyllt samma roll som Jakobs söner, Moses utvalda, Jesu apostlar, Muhammeds följeslagare och Bábs "levande bokstäver". Gemensamt för alla dessa – utom i ett fall, nämligen Bábs levande bokstav Tahirih – är att de alla var män trots att kvinnor spelat betydande roller i den tidiga utvecklingen av alla de fyra sydvästasiatiska uppenbarelsereligionerna.

## Mer uppmärksammade apostlar
Vissa av berättelserna om apostlarna är relativt välkända bland dagens bahá'í-troende. Framträdande bland dessa är:
- Badí - 17-åring som levererade en av Bahá'u'lláhs skrifter till Nassiru'd-Din Shah, sedermera martyr.
- Sultánu'sh-Shuhada – Martyrernas konung i Isfahan där han blev halshuggen tillsammans med sin bror.
- Mírzá Abu'l-Fadl – Den berömda akademiker som reste så långt som till Amerika för att pionjera (missionera) och som skrev flera anmärkningsvärda böcker om Bahá'í.
- Varqá – far till Rúh'u'lláh. De två dödades vid samma tidpunkt. Brottet var att de accepterat Bahá'u'lláh som vår tids profet och budbärare från Gud.
- Nabíl-i-Akbar – en berömd lärare och mottagare av flera mindre skrifter från Bahá'u'lláh
- Nabíl-Ia 'Zam – författare till det historiska verket om trons tidiga historia, The Dawn-breakers.
- Mishkín-Qalam – erkänd kalligraf i sin tid och designer av det största namnet.
- Zaynu'l-Muqarrabín - Doktor i islamisk lag. Han är den som levererat och vidarebefordrat frågor till Bahá'u'lláh inför denns[förtydliga]lagbok Kitáb-i-Aqdas.

## Den gudomliga planens skrifter
'Abdu'l-Bahá (1844–1921), sonen och efterträdaren till Bahá'u'lláh postade den gudomliga planens skrifter till de bahá'í-troende i Kanada och USA Bahá'ís of the United States and Canada med orden: "Oh se Bahá'u'lláhs apostlar!" Han fortsätter sitt brev med att uppmuntra nordamerikanerna att "sträva med hjärta och själ så att ni kan nå denna höga och upphöjd position".
Han beskriver vissa villkor för att detta ska kunna uppnås, nämligen fasthet i konventionen av Gud, gemenskap och kärlek bland de troende, och ständiga resor till alla delar av kontinenten, "nej, snarare, att alla delar av världen".
Shoghi Effendi beskriver Martha Root som "det unika och stora hjärtat bland Bahá'u'lláhs apostlar", men hon anses inte vara en av de nitton Apostles enligt de kriterier de valts ut av Shoghi Effendi. betecknas som sådan av Shoghi Effendi.